# Doom (band)
Doom was een Britse metalband uit Birmingham en behoort tot de belangrijkste crustcore- en hardcore punkgroepen uit de jaren tachtig. Het geluid van de band beïnvloedde zowel diverse punkgenres als thrashmetal.

## Vroege geschiedenis
De band Doom werd aanvankelijk opgericht onder de naam The Subverters door Jon Pickering (basgitaar/zang), Brian Talbot (gitaar) en Jason Hodges (drums). Nadat Hodges werd vervangen door Mick Harris (Napalm Death, Extreme Noise Terror, Scorn), werd de bandnaam veranderd in Doom. Het trio speelde een vorm van crossover. Pickering en Talbot waren echter niet content met het te hoge metalgehalte van de muziek en Harris verliet de groep. Pickering beperkte zich voortaan tot zang, en de bassist Pete Nash en drummer Tony "Stick" Dickens traden tot de groep toe. Deze line-up begon te repeteren medio 1987 en ontwikkelde de sound waarmede zij later naam maakten.

## Befaamde periode
In 1987 zette het net opgerichte platenlabel Peaceville Records haar ogen op de groep. Doom nam, wegens een blessure van Nash, met bassist Jim Whitley (Napalm Death, Ripcord) een eerste demo op op 28 augustus 1987. Twee nummers van deze demo belandden op het verzamelalbum ‘ Vile Peace.
Op 27 november 1987 nam de groep de War Is Big Business-demo op, welke als cassette bij hun optredens werd verkocht. In februari 1988 betrok de groep de ‘Rich Bitch’ studios om het album ‘War Crimes (Inhuman Beings)’ op te nemen.
De groep nam aansluitend de demo Domesday op. Aansluitend werden opnames gemaakt waarvan een gedeelte werd uitgebracht op de split-lp Bury The debt samen met de Zweedse band 'No Security'. De overige nummers werden als de Police Bastard-ep uitgebracht. In 1989 verrichtte de band een tweetal opnames voor John Peel. Tussendoor was drummer 'Stick' tijdelijk drummer bij Deviated Instinct.

## Teloorgang
In april 1989 verliet echter medeoprichter en gitarist Talbot de groep. Er werden enkele gitaristen als vervangers aangewend doch uiteindelijk besloot zanger Pickering ook de gitaarpartijen voor zijn rekening te nemen. Het trio hield het vol tot augustus 1990. Hierna viel de groep uit elkaar. Pickering richtte een nieuwe band op (Police Bastard) en Stick werd drummer van ‘Extreme Noise Terror’.

## Heroprichting en vele line-up-wisselingen

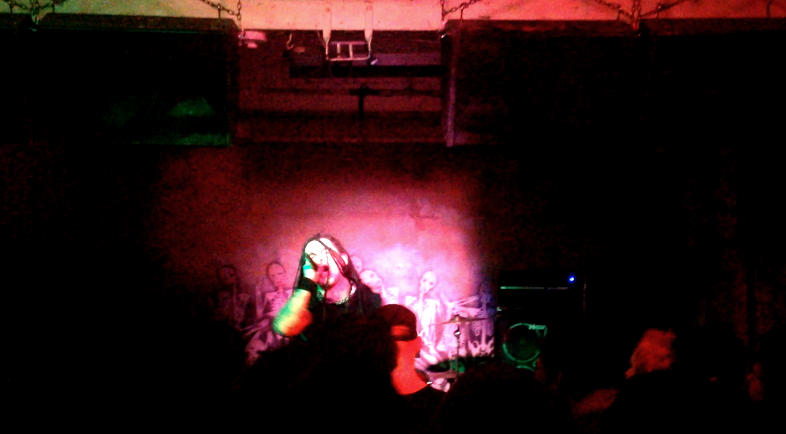
Doom tijdens een optreden in 2018

In 1992 richtte de vier leden van de befaamde line-up, inclusief Talbot, de groep opnieuw op. Ze toerden door Japan en maakten opnames voor het Japanse platenlabel ‘Vinyl Japan’. Dit bleken achteraf de laatste opnames het befaamde viertal zou opnamen.
Ditmaal ging de groep door zonder Pickering, maar met Talbot en Stick, samen met nieuwe leden Tom Croft (zang) en Paul Mallen (basgitaar). Het nieuwe viertal bracht een split-lp's uit met de groepen 'Selfish' en 'Hiatus'.
Mallen werd op zijn beurt vervangen door Scoot. Deze line-up nam de albums/singles Doomed to Extinction (split met Extinction of Mankind), Fuck Peaceville en Hail to Sweden op.
Scoot werd in 1995 alweer vervangen door bassist Dennis Boardman op tournee. Het kwartet nam de Monarchy Zoo-ep op. Aansluitend werden Boardman en Croft vervangen door bassist Chris Gascoyne en zanger Wayne Southworth. In 1996 werd het album Rush Hour of the Gods opgenomen.
Talbot zou later toetreden tot de band Khang, welke later ontwikkelde tot Lazarus Blackstar. Stick werd drummer van de band RUIN. Op 18 maart 2005 werd zanger Wayne Southworth dood aangetroffen in zijn appartement.

## Discografie
- 1988 - War Crimes (Inhuman Beings) 12"
- 1989 - Police Bastard 7"
- 1989 - split 12" w/ No Security
- 1989 - Total Doom
- 1992 - Doomed From the Start 12"
- 1992 - The Greatest Invention 12"
- 1992 - Live in Japan 7"
- 1993 - The Greatest Invention
- 1993 - split 7" w/ Hiatus
- 1994 - split 7" w/ Extinction of Mankind
- 1995 - Hail to Sweden 7"
- 1995 - Fuck Peaceville
- 1996 - Pissed Robbed & Twatted - Live in Slovenia 7"
- 1996 - Monarchy Zoo
- 1996 - Peel Sessions CD
- 1996 - Rush Hour of the Gods
- 1997 - split 10" w/ Cress
- 2001 - World of Shit
- 2006 - Back & Gone Double Live CD & DVD Live video

## Bandleden
- Jon Pickering
- Brian "Bri" Talbot
- Jason Hodges
- Mick Harris
- Pete Nash
- Tony "Stick" Dickens
- Jim Whitley
- Tom Croft
- Paul "Mall" Mallen
- Scoot
- Dennis Boardman
- Chris Gascoyne
- Wayne Southworth